# Marovitsika Sud
Marovitsika Sud is een plaats en commune in het zuiden van Madagaskar, behorend tot het district Befotaka, dat gelegen is in de regio Atsimo-Atsinanana. Tijdens een volkstelling in 2001 telde de plaats 8.500 inwoners.
In de commune liggen de volgende dorpjes:
- Amboraka
- Ankazolahy
- Atokoboritelo
- Belenalena Sud
- Ezira
- Mahasoa
- Marovitsika
- Mihaikarivo